# 小行星4599
小行星4599（4599 Rowan）是一颗围绕太阳公转的小行星。1985年9月5日，亨利·德波鸿诺在拉西拉天文台发现了此天体。
这颗小行星的绝对星等为260.76954等。